# Puteatînți, Rohatîn
Puteatînți (în ucraineană Путятинці) este o comună în raionul Rohatîn, regiunea Ivano-Frankivsk, Ucraina, formată numai din satul de reședință.

## Demografie
Componența lingvistică a comunei Puteatînți
     Ucraineană (99,51%)
     Alte limbi (0,3%)
Conform recensământului din 2001, majoritatea populației comunei Puteatînți era vorbitoare de ucraineană (99,51%), existând în minoritate și vorbitori de alte limbi.